# Abel Matutes
Abel Matutes Juan (Ibiza, 31 oktober 1941) is een Spaans ex-politicus en ondernemer. Hij was in de eerste regering van José María Aznar minister van Buitenlandse Zaken.
Matutes heeft rechten en economie gestudeerd en is ook nog hoogleraar openbare financiën geweest. Zijn politieke carrière begon met het burgemeesterschap van zijn geboorteplaats Ibiza in 1970, in de tijd dat Spanje nog geen democratie was. Bij de eerste vrije verkiezingen die plaatsvonden na de dood van Franco werd hij gekozen in de Spaanse senaat. Vijf jaar later, in 1982 werd hij gekozen voor het nationale parlement.
Aangezien de Spaanse democratie toen nog erg jong was, was hij een van de weinige politici met veel bestuurlijke ervaring die niet al te zeer beschadigd waren door hun Franquistisch verleden. Hij kwam dan ook als eerste in aanmerking om zitting te nemen in de Europese Commissie onder leiding van Jacques Delors toen Spanje in 1986 lid werd van de Europese Unie. Hier heeft hij tien jaar in gezeten, de eerste twee termijnen als commissaris Mediterrane Zaken en de derde termijn als commissaris Energiezaken (commissie-Delors I, commissie-Delors II, commissie-Delors III). Voor zijn partij, de conservatieve Partido Popular heeft hij ook nog een korte tijd in het Europees Parlement gezeten.
In 1996 werd hij door de winnaar van de parlementsverkiezingen Aznar, gevraagd om minister van Buitenlandse Zaken te worden. Vanwege zijn geringe postuur, zachte stem en zachtaardige karakter, was hij vaak het middelpunt in Spaanse satire-programma’s en cartoons. Na vier jaar won de Partido Popular zetels en haalde het zelfs een absolute meerderheid, maar Matutes keerde niet terug als minister en werd opgevolgd door Josep Piqué.
Op zijn geboorte-eiland Ibiza is Matutes nog altijd bijzonder invloedrijk. Hij is ook ondernemer en eigenaar van een aantal hotels, bouwbedrijven en grote discotheken, waaronder 'Privilege' dat bij de opening de grootste discotheek ter wereld was. Abel Matutes is getrouwd en heeft vier kinderen.
 Martin Bangemann ·  Leon Brittan ·  Hans van den Broek ·  Henning Christophersen ·  Jacques Delors ·  João de Deus Pinheiro ·  Pádraig Flynn ·  Manuel Marín ·  Abel Matutes* ·  Karel Van Miert ·  Bruce Millan ·  Marcelino Oreja ·  Ioannis Paleokrassas ·  Antonio Ruberti ·  Peter Schmidhuber ·  Christiane Scrivener ·  René Steichen ·  Raniero Vanni d'Archirafi
 * afgetreden 
 Frans Andriessen ·  Martin Bangemann ·  Leon Brittan ·  António Cardoso e Cunha ·  Henning Christophersen ·  Christiane Scrivener ·  Jacques Delors ·  Jean Dondelinger ·  Ray MacSharry ·  Manuel Marín ·  Abel Matutes ·  Karel Van Miert ·  Bruce Millan ·  Filippo Maria Pandolfi ·  Vasso Papandréou ·  Carlo Ripa di Meana ·   Peter Schmidhuber 

 Frans Andriessen ·  António Cardoso e Cunha ·  Claude Cheysson ·  Henning Christophersen ·  Stanley Clinton Davis ·  Arthur Francis Cockfield ·  Willy De Clercq ·  Jacques Delors ·  Manuel Marín ·  Abel Matutes ·  Nicolas Mosar ·  Karl-Heinz Narjes ·  Lorenzo Natali ·  Alois Pfeiffer* ·  Carlo Ripa di Meana ·   Peter Schmidhuber ·  Peter Sutherland ·  Grigoris Varfis 
  *overleden 
- Biblioteca Nacional de España: XX1087778
- Bibliothèque nationale de France: cb135950088 (data)
- Catàleg d'autoritats de noms i títols de Catalunya: 981058508830706706
- Gemeinsame Normdatei: 12028149X
- International Standard Name Identifier: 0000 0000 7822 9287
- Library of Congress Control Number: n95059764
- Parlement.com: vi2jm65q9hyl
- Système universitaire de documentation: 050796046
- Virtual International Authority File: 46011486
- WorldCat: E39PBJfX6pq79j3gKYTj8ggkDq